# エロ本

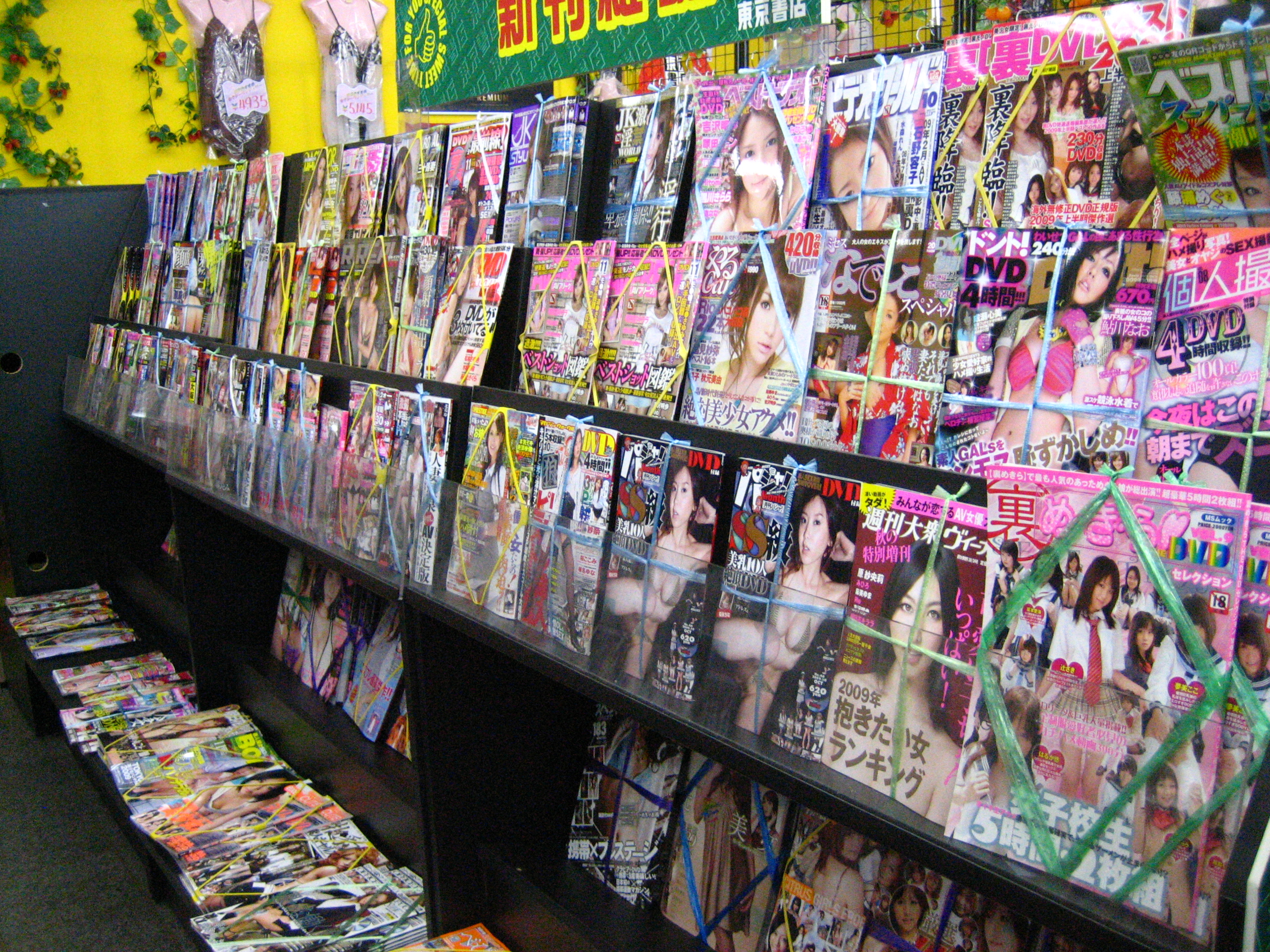
書店に陳列されている成人向け雑誌。

エロ本（エロほん）とは、成人向けの雑誌の中でも、特に性的興奮のための娯楽要素を扱う分野の書籍および雑誌の俗称である。成人向け雑誌、H本（エッチぼん）、アダルト本、18禁本とも呼ばれる。18禁本とは、エロ本のうち、18歳未満（17歳以下）の購入が禁止される書籍の呼称である。必ずしもエロ本のすべてが、18歳未満が購入禁止とは限らない。
性的な娯楽要素としては、ポルノグラフィ文学や官能小説のような文章を主体としたもの、ヌードや着エロ、水着などでのセクシーなポーズ、性行為(オナニー,セックス等)およびそれに関連する写真を主体とした「アダルト写真誌」、漫画を主体とした「アダルトコミック」などがあり、これらを総合的に含むものを古くは「ポルノ雑誌」、現在は「成人向け雑誌」、「アダルト雑誌」という。SM、ブルセラ、同性愛など、特定の分野を掘り下げた専門誌もありジャンルは様々である。21世紀に入りインターネット等の普及により紙媒体の需用は大幅に減少している。
書店で陳列の際に本の内容を立ち読みできないようにビニール袋に包装していることが多かったことから、かつて昭和後期には「ビニ本」（ビニール本）とも呼ばれたが、現在ではビニ本は死語になっている。エロ本は現在少なくなっており漫画などが多くなってきている

## 概要
『エロ本』は俗語であり明確な定義は存在しないが、大まかにはエロチックな刺激を得られる書籍、雑誌を指す。「エロティックな本」、「エロい本」であるからエロ本である。なお、エロ本は女性のヌード等を扱った書籍が多いことから主に男性のものとの認識が一般にはあるが、少女漫画でもティーンズラブという分野の登場と共に一般の漫画雑誌でも性描写を表現した作品が現れ始め、表紙の写真やイラストからは一般書とエロ本とがほぼ区別できない状況であり、定義の境界線はややあいまいである。
一般の週刊誌であっても巻頭に女性ヌードグラビアを掲載しているものもあり、『エロ本』との呼称は読者側の主観に基づく分類である。なお、1970年代から1980年代まではマニアックなサブカルチャーもエロ本に掲載されていたこともあり、末井昭編集の『ウィークエンド・スーパー』（セルフ出版／日正堂）という雑誌では赤瀬川原平や高平哲郎、南伸坊といった作家陣が連載を持っていたことがある。
日本ではエロ本の頒布に関する法令として刑法175条で規定されるわいせつ物頒布等の罪がある。
このほか、都道府県単位では、1950年（昭和25年）5月19日、岡山県議会が青少年の保護育成のため日本初のエロ本取締条例を可決したことを皮切りに、地方自治体が独自の条例（青少年保護育成条例）などの制定により、18歳未満への販売が禁じられている場合が多い。18歳の高校生への販売を自主規制している場合もある。(あくまでも自主規制であるため高校生であることを隠して購入して後から発覚した場合でも補導されることは無い。)
エロ本のうち比較的に性表現のゆるいと考えられるものは、自主規制により15歳未満の販売禁止をしているものもある。また大きく分けてコンビニなどで販売される成人向け本（俗に「類似本」）と書店向けで表紙に「成人」「18禁」などの表示がある成人指定本があり、それぞれ業界自主規制としてゾーニング、小口シールでの封などの配慮がされている。

### 販売場所
日本における、エロ本の主な販売場所は下記のとおり。
一般の書店
書籍であるから本屋で購入するのが普通である。書籍の内容によっては未成年者への販売・閲覧を禁じているものもあり、これらの書籍は特別なコーナー（18禁コーナー）と区別して置かれたり、ビニール包装を掛けられているものもある。このビニール包装があったので、「ビニ本」と昭和時代には呼称していた。
いわゆる成人向けとは異なるものの、医学書、美術本（デッサン用ヌード書籍）なども人物の裸があり、読者によってはエロ本にカテゴライズされることもある。ショッピングモール系の大型書店ではこの種の書籍を置かない。
エロ本を多く取り扱っていた出版取次の内、2016年に太洋社が、2019年に日本雑誌販売がそれぞれ経営破綻するなど、エロ本を取り扱う一般の書店は減少傾向にある。
専門書店
成人向けの書籍に特化した品揃えをしている書店もあり、新刊の他月刊誌などのバックナンバーを中心に各種取り揃えて販売していることもある。（問屋を経由していない場合は）月刊誌のため月が変わると新刊としての価値がなくなるので、定価より安く販売していることが多い。
自費出版のエロ同人誌も販売している店舗もある。漫画などの創作作品については、アニメショップのコミックコーナー、同人誌コーナーでも販売されている。同人誌については直近のコミケで発売されたものも多く取り寄せている。
コンビニエンスストア
日本のコンビニエンスストアの雑誌コーナーでは、遅くとも日本でのコンビニ展開当初の1980年代から、コンビニ一般の雑誌コーナーと並んで成人向けコーナーが設置されており、いろんなジャンルのアダルト雑誌が販売されていた（種類としては類似本）。店舗によっては成人向けの雑誌や18禁ではない制服系のグラビア誌を取り扱っていなかったり、コーナーを広げて充実させていたりすることもあった。2018年にミニストップ、2019年1月にセブン、ローソン、ファミマが販売中止を発表し、2019年8月末をもってコンビニでの成人向け雑誌（類似誌）の販売は原則終了した。
通信販売
インターネットの普及した今日では、大抵の書籍がECサイトで購入可能となっている。通信販売での発売を前提に商品開発された通販限定の写真集やハウツー本などの書籍も存在している。
成人向け店舗
性具、アダルトDVDショップに書籍コーナーを設けている店舗もある。一般の書店売りの書籍と比較して、ハウツー、SM、同性愛、風俗店ガイドなど、様々な書籍が充実されている傾向がある。
近年の出版不況による影響で、利益が少ない書籍コーナーを縮小し、DVDコーナーやグッズコーナーを拡大させている例も少なくない。
自動販売機
1970年代に自動販売機で販売されたエロ雑誌があり、これを自販機本（じはんきぼん）と称した。自販機本はおおむねB5判厚さ数ミリ程度のものであり、ヌードグラビアと記事から構成されていた。これらは書店の流通とは別の自販機用の流通に乗っていることが多く、一般の書店では扱われなかった。販売員と対面することなく買え、一般誌には登場しないマイナーなヌードモデルも多く、アンダーグラウンドな媒体ながら人気の書籍もあった。
自販機での成人向けの出版物販売に対して、地方公共団体が青少年保護育成条例で販売規制を強化したことにより、自販機本は販売縮小傾向に、衰退の道を辿った。なお、店頭売りの雑誌を単に自販機に入れて販売していることもあったが、これは自販機本とはいわない。

## コンテンツの種類・表現媒体
表現方法としては写真（グラビア）、イラスト、漫画、小説、解説文、手記などさまざまな体裁があり、雑誌の場合、それらがある程度組み合わされたものが多く、ヌードグラビアだけでなく同性愛、SMなど専門的な分野に特化した雑誌も多い。掲載モデルを中心としたアイドル誌的な側面と専門分野の情報誌といった側面もある。

### 写真
写真はエロ本の中心的な表現方法である。しかし、一人のモデルに焦点をあてたヌード写真集は、建前上は芸術として撮影される事が多い。男女の性行為の写真は、いわゆるエロ本としてのものが多数を占める。SMにおいては緊縛の写真なども同様である。
どこまで見えても許されるかは国や時代によって大きく異なるが、日本ではわいせつ物頒布罪（刑法175条）により長らく陰毛が規制され、1991年以降はヘアヌード解禁（陰毛の見える写真が解禁）となったが、陰唇や陰茎については未だに隠されるかモザイク処理等の規制がなされている。出版物や映像作品でも、性器の部分に同様の修正が施されている。この刑法175条については、現状にそぐわない不合理な規制であるから廃止すべきとの批判もあり、参議院議員の山田太郎が刑法175条の見直しを政策課題として掲げている。
1991年から1992年にかけて宮沢りえの『Santa Fe』、マドンナの『SEX』、樋口可南子の『Water Fruits』などヘアを掲載したヌード写真集が軒並み発売された。
少女ヌード写真集
18歳未満の少女のヌード写真集は1970年代からが盛んに流通していた。股を開いてあからさまに性器を見せない限りは無修正で通用した。1980年代後半から徐々に批判や自主規制の対象となり、日本では1999年11月1日に児童ポルノ禁止法が施行されると流通からは姿を消した。
裏本（うらほん）
かつて、性器や性交の写真が無修正で掲載された裏本と呼ばれる一般流通を通さない出版物が存在していた。現代では、無修正画像はインターネット経由で比較的自由に閲覧可能であるため、紙媒体の裏本は姿を消しつつある。

### 小説
性欲を刺激するジャンルの小説もあり、専門的には官能小説、ポルノ小説などと分類されるが、一般的にはエロ小説とも言われる。雑誌としては読み物系の成人向け雑誌に広く掲載され、一般誌にもそれに近いものが掲載される例がある。また文庫本でも多くの書籍が刊行されている。作家はポルノ系の専門の者から幅広いジャンルを手掛けている者まで多数いるが、近年はサブカルチャーと連動したライトノベル系の作品・作家も多く誕生している。

### 手記
一般人の体験手記という体裁の文章である。個人が体験したエロチックな事件のことを説明する、という形を取ったものであるが、基本的にはノンフィクションの形を取ってはいるがフィクションの可能性もある。単発読みきりの形だが月刊誌ではシリーズ化されていたりすることもある。
読み物系の成人雑誌の「潜入ルポ」などの特集として、あるいは読者の投稿記事として掲載されることが多かった。『禁じられた体験』の出版以降、それのみから構成された単行本が多数出版されるようになり、またこれを主力に置いた読み物系の雑誌も出てきた。平成に入ってからは、インターネット上の体験書き込み型の掲示板に由来する本も出ている。

### 情報
性風俗店の情報やアダルトビデオの新作情報といった、特定のコンテンツに関する情報に特化した雑誌も多くあり、専門の出版社もある。SMやゲイ向けの情報などの専門誌もある。
あるいは事件をルポ的な形で読ませ、その中にエロい展開が含まれるもの、芸能界の裏話としての猥談的読み物などもよくある。

### 知識としての情報
性的な事項に関する解説も重要な位置を占める。特にかつては現在ほど性知識が普及しておらず、学校での性教育もほとんど行われていなかったこともある。春画は性交に関する知識を直接に伝える役割も担っていた。同様に性交や性生活の知恵を説明する文章は初期の読み物では大きなウェイトをもっていた。より解説書的になったものでは「How to sex」なども有名である。近年ではファッション誌のコーナーの一つとして同年代のセックスライフの統計やラブホ情報、体の悩みや性に関する悩みのQ&Aがよく見られる。

### イラスト
エロ本の場合、普通はイラスト単体の書籍や雑誌はなく、多くの場合は口絵や挿絵の形で雑誌に挿入される。ただ、SM雑誌ではイラストに凝る例が多く、口絵に数ページ以上のイラストが載るのが普通である。
エロ小説の表紙はイラストによることが多く、専門とするイラストレーターがいる。

### 漫画
エロ漫画とも言われる。もともとは、おそくとも昭和の後期のころまでには、劇画風の絵で性的なことを表現した作品から始まり、性描写のある劇画作品を掲載している漫画雑誌も増加した。1980年代からは劇画は廃れはじめ、代わりにアニメ絵調のポップな画風での美少女キャラを使用したいわゆるエロ漫画も増え、美少女漫画雑誌やその単行本も多く発売された。その影響からか非エロの劇画にも美少女キャラが登場するようになった。一方、レディースコミックでも性描写のあるティーンズラブが登場し、一般の漫画とエロ漫画の垣根は限りなく曖昧となっている。

## 出版物の型

### 単行本・ムック
一冊の本の形で出版されるものには、小説、写真集がある。他に体験手記だけを集めたものがある。また、性に関する知識や技法をまとめ、紹介するタイプの本も多い。
- 文学作品
  - 官能小説
一般的な官能小説のほかに、SM小説、ロリータもの、ライトノベルの形を取ったものなどがある。文庫本化は長くされなかったが、富士見ロマン文庫の出版以降はフランス書院などいくつかのシリーズが出ている。
  - 体験手記集
『禁じられた体験』以降に出現した類書。文庫本もある。
  - 性知識に関する単行本
性に関する基礎知識、あるいは性交に関するさまざまな技法などを説くもの（セックスハウツー本）など
- 写真作品
  - ヌード写真集
  - 男女の性交あるいは性行為を主とした写真集

上記を組み合わせた形の季刊もしくは各月刊のムック本も多く発売されている。

### 雑誌
ジャンルとは別に2000年までに大きく分けてコンビニ向けと書店向けに分けられた。これは配本において求められる部数と自主規制において表現できる内容に差があるからで、コンビニ向けは概ねライトな表現で価格も安い。書店向けは部数が少なく、比例して内容は濃く価格も高い。2000年代後半からは本来付録であったDVDが主体になっているものも多く、ページ数が10数ページという場合もある（この時点の週刊プレイボーイ調べでは風俗誌以外はDVD付きが標準であった）。
総合雑誌
総合雑誌には社会的な情報を主に扱った一般誌があるが、その中にも官能小説などエロ本的コンテンツを含む場合がある。雑誌によってはその成分が随分多くて、エロ本と言った方がよい例がある。劇画系の漫画が載る例も多い。逆にヌード写真などを中心にしながらもより幅広い話題をも含む週刊プレイボーイのような例もある（ただし週刊プレイボーイは都条例による自主規制により、2000年代以降はヌードグラビアの掲載がほとんどなくなっている）。
女性向けでは芸能関係やファッションなどに多くの項を割きつつ性関係の知識など盛り込む雑誌がある。エロ本扱いはし難いものの、内容的には類似している。しかしながら、an・anではファッション誌としての体裁を保ちつつ、積極的にSEXに関する記事を組み、年一回のSEX特集では、男性俳優のヌードグラビアや袋とじやDVDを組むなどしている。ティーン向けの情報誌ではやはり性知識の普及を目指す内容が多い。これらには往々に読者の体験手記のコーナーがあり、前者のそれは体験手記型の単行本に、後者のそれはティーンズラブにつながった。
成人向け雑誌の区分では2000年代からメーカー本と非メーカー本に区分される。メーカー本はアダルトビデオ製作会社からの提供を受けたパブ写真（パブリシティ＝広報用写真）およびパブ動画で構成され独自記事はないに等しいが、予算縮小が進んだ結果、2019年現在9割がこちらに属する。非メーカー本は自社で撮り下ろした写真で構成される。概ね提供写真より過激である。
読み物系総合誌
本格的なエロ本の一つの典型である。普通はB5平綴じの厚手の雑誌である。普通は表紙の次にヌードグラビアがあり、それ以降は文章情報が中心となっている。内容としては小説、手記、情報などさまざまで、ギャグ漫画が少し入る。エロ全般を扱うのが多いが、毎回何かの特集（不倫、女子高生など）を組むのも目にする。特に実話系とでも言うか、表題に実話を含むものが多数あり、実在の事件をエロっぽく脚色したルポなどの記事が中心となっている。
また、同様な体裁で近親相姦やハメ撮り、援交等特定の分野だけを扱う専門誌型のものもある。前述の総合誌同様、2010年代以降は類似誌の区分ではアダルトビデオメーカーから提供される動画、写真を単にジャンル分けしたものが急増している。ハメ撮り本だけは内容から撮り下ろしであることが多いが、こちらも市場規模縮小から有料動画サイトと提携し雑誌向けのみで制作されることはなくなっている。
AV情報誌
アダルトビデオ、AV女優に関する情報誌。前述したメーカー本同様、アダルトビデオメーカーから提供された写真をもとに構成されるが、インタビューやコラムなど独自記事も多い。最盛期には20誌ほどあったが2019年3月現在では3誌。2022年時点では2誌。
風俗情報誌
性風俗店やその関連情報、風俗嬢に関するカタログ的なもの。あるいは体験レポートなどが含まれる。かつては分厚い雑誌であったが広告量が激減しページ数が減り、AV情報誌以上にインターネットの発達で衰退。休刊が相次いでいる。
写真投稿本
読者からの投稿写真を軸にする雑誌。アイドル誌を参考にしたことで多くはA5判。写真は性交や野外露出、恋人とされる女性の裸体、女子高生の登校風景など。1990年台に最盛期を迎えたが、児童ポルノ、リベンジポルノ問題から休刊が2000年代までに相次いだ。2013年にコアマガジン「ニャン2倶楽部」廃刊。一部編集者がマイウェイ出版に移籍し「新生ニャン2倶楽部」として継続している。2019年現在3誌が残る。
パンツ本
2010年代に「ザ・ベストマガジン」が女性用パンツを雑誌付録としてつけはじめ、一ジャンルとなった雑誌群。コンビニ向けから撤退して以降、2019年3月現在ではパンツ主体となっており、梱包するため唯一といっていい分厚い雑誌となっている。
専門情報誌
ある分野に関する情報を満載した雑誌。前述したジャンルを除くとSM、ブルセラ、ロリコン、同性愛など特定の分野を掘り下げた雑誌。SM系の雑誌は普通は巻頭にイラストや写真が多く取り扱われ、内容は小説を主体に情報系の記事なども含む。漫画を含む場合もある。同様な総合誌の型はロリコン系にもあったが、チャイルドポルノ写真の非合法化などによって衰退した。近年は付録のDVDを添付している雑誌もある。
- エロゲー情報誌 - アダルトゲーム（いわゆるエロゲ）に関する情報誌。
- スワッピング雑誌 - 写真と自己紹介など、夫婦交換の相手を捜すための雑誌
- 童貞喪失雑誌 - 読者等から童貞を公募し、AV女優と性交させ童貞喪失を企画する雑誌
- マニア誌 - SM、スカトロ、女装、臭いフェチなど読者の性的嗜好の特化した題材を扱う。この手の本の土台的存在。マニアックな分、部数も限られ値段も高い。
- お菓子系雑誌 - 制服系ヌードを含むものから非18禁の制服系着エロや水着、ブルセラ、パンチラなど。アイドル雑誌としての側面も持つ。多くは類似本。
- 同性愛雑誌 - ゲイ雑誌（サムソン・さぶ・薔薇族など）男色関連もの。

漫画雑誌
漫画を中心とする雑誌である。最初に出たのはエロ劇画誌で、劇画調のエロ漫画を中心に、巻頭にヌード写真、巻末にギャグマンガと言った構成が多い。たいていはA4中綴じである。1980年代からは美少女キャラを使用した美少女漫画誌が台頭した。今日ではいわゆるエロ漫画と一般の漫画の境界はあいまいとなってる。
レディースコミック、ティーンズラブ。レディースコミックは少女マンガ誌と同じくA4平綴じが標準、ティーンズラブ誌は当初はより大判中の綴じから次第に少女マンガの型になった。

### その他
カレンダー、トレーディングカード
本ではないが、ヌード写真を使用したカレンダーやAV女優を起用したトレーディングカード等も出版物もしくは玩具として発売されている。

## 歴史
エロは人間の基本的な欲求のひとつであるから、それにかかわる歴史は古い。他方では正当なものと見なされない歴史も古い。

### 明治時代以前
例えば春画のように、日本でも古くからエロ本的な伝統は存在した。例を挙げるとすれば、葛飾北斎は「鉄棒ぬらぬら」「画狂老人卍」「紫色雁高」という別名で春画作家として活躍していた。有名なものに「蛸と海女」があり、触手プレイの先駆けとも言われている。しかし、現在の日本文化は、明治時代で大きく区切られる。ちなみに枕絵のような多色刷木版の猥褻な絵は、第二次大戦以前頃まで残ったとみられる。その系列ではエロ写真のばら売りという形がある。

### 明治時代から戦前まで
現在のエロ本につながるようなものとしては、古くは1875年（明治8年）に『造化機論』が出る。これは西洋式の科学的な理論に基づいた性学書で、当時の一般人にはなじみのなかった精子と卵のことなども解説されていた。道徳的には保守的で、エロ本と言うにはやや上品であったようだが、男女の性器の図解等もあり、現在のエロ本のような関心で見られた面も強かったらしい。当時はこれに次いで類書が多数出版された。明治末から大正になると、その種の本も次第に娯楽的な彩りを持つようになった。
大正期には雑誌『変態心理』『変態性欲』などが出て、変態性欲まで幅を持つようになった。昭和にはいると雑誌『グロテスク』や『猟奇画報』『世界猟奇全集』など、エログロ、特に猟奇という言葉で表されるような内容の書籍雑誌が多数出版された。ただし検閲などの統制下でもあり、それらは会員制等の下での限られた部数のものであった。しかし次第に自由な出版を弾圧する姿勢が強まり、1930年頃には表向きとしてはエロ本は全滅する。もちろん地下出版や非合法出版は多数あった模様であるが、それらについては詳しい記録が現存する。

### 戦後復興期
第二次大戦の敗戦によって、それまでの統制からの解放と共に、一気に合法的エロ本が急増する。それらの雑誌は、粗悪な紙を使っていたことから当時の低品質の酒「カストリ」にちなんで「カストリ雑誌」と呼ばれた（呼称の由来には諸説あり）。それらは出来てはすぐにつぶれと出入りが激しく、その全体像は今も明らかではない。内容は雑多だが、戦前戦中の出版物を継ぎ接ぎした内容も多かった由。中でも戦前からの執筆陣を抱えた『猟奇』はその2号が戦後初めての発禁（猥褻物頒布違反）を受けた。同様の出版物は単行本にもあり、『カストリ本』と言われた。これも内容は戦前のものの焼き直しが中心であった。この時期の特筆すべきものとしてはヴァン・デ・ヴェルデの「完全なる結婚」が挙げられる。戦前に発禁になっていたものが、1946年に完訳本が出版された。これはハードカバーだったが、直後に別社より抄訳が出て、そちらはカストリ本であった。
カストリ雑誌そのもの3、4年でほぼ消えたが、それらは形を変え、いくつかの型に分かれて継承された。
- 夫婦雑誌 - 1949年にカストリ雑誌のひとつから名前を変えた『夫婦生活』は、夫婦での性生活をテーマにした。この雑誌はB6サイズで、当時、これをまねて夫婦の名を冠する小型誌が多数出版された。この雑誌自体は婦人雑誌関連の編集者によるもので、むしろリベラルな出版物という面もあったが、それ以外のものはよりエログロであった。
- 性文化誌的雑誌 - 『人間探求』『あまとりあ』など
- 実話・読み物系雑誌
- SM雑誌 - 1948年に出版された『奇譚クラブ』がその最初と言われる。その後『風俗奇譚』『裏窓』が出て、初期の三大SM誌と言われた。このころはSMだけでなく、同性愛なども同時に扱った。

### 昭和後期以降
社会が豊かになるにつれ、雑誌の質も向上し、昭和30年代半ばには多くの雑誌にも写真（グラビア）が多用されるようになった。
性知識に関するものでは1960年には『性生活の知恵』、1971年には奈良林祥の『HOW TO SEX』がある。
1964年には「平凡パンチ」が創刊、ヌードを多用した成年男子向けの雑誌であり、そのヒットから「週刊プレイボーイ」が出て、この両者は長く若者向けソフトエロ本としての地位を保ち続ける。「ポケットパンチOh!」（1968年）はロマンポルノの女優を中心にピンク映画情報などを扱った情報誌の走りで、類似誌が多数出た。またこれが後にAV情報誌に引き継がれる。1971年にはSM主体の雑誌から分かれるような形で「薔薇族」が創刊、続いていくつかの同性愛雑誌が出ている。また昭和40年代後半にスワッピング情報誌が創刊された。これには読者の写真が載ることが多く、読者投稿写真の走りの一つと見られる。1970年代中ごろにはビニールに包装された50数ページのヌード写真集、いわゆる「ビニ本」が爆発的な売れ行きを見せる。これらは1981年頃より警察より摘発されて第一次ブームは終息した。
漫画では1970年代当初にエロ劇画が出現、1973年の「エロトピア」の創刊を皮切りにエロ劇画誌が続々と出て、一気にその市場を拡大した。やがて作品内に美少女が登場する美少女漫画も増加し、美少女漫画誌も多く発売されるようになった。また、パソコンの一般への普及率こそ高くなかったものの、アダルトゲーム（いわゆるエロゲ）を製作するサードパーティーも増え、アダルトゲームを中心に扱うパソコン雑誌も誕生した。
風俗情報誌は1980年代初頭に出現した。たとえば「ナイトタイムス」は元来は歌舞伎町のタウン誌であったが、風俗関連の情報誌として独立したものである（同紙は後に「ナイタイレジャー」を経て「ナイスポ」となる）。風俗嬢の顔が露出することで、後にその中からアイドル扱いされるものも現れ、フードル（風俗アイドル）と呼ばれるようになった。
また、性描写のある女性向けのレディースコミックも少女漫画を発行している出版社と同じ出版社から発行されるようになり、ティーンズラブは少女向け情報誌の別冊の形で生まれた。
2004年に自主規制ながらエロ本にテープが貼られ中身が見られなくなると、2006年にはDVDが付き、2008年には下着までが付録となるなど工夫が凝らされた。
2019年1月、コンビニ大手3社が扱いの中止を発表。7万から2万部が配本されていた「コンビニ向け成人向け類似本」が事実上締め出され、実施前から休刊雑誌が相次ぐ。

## ゴミ問題
エロ本を廃棄する際に、親類等に見つからないように家庭ごみとして捨てるのも難しいため、人気のない場所に投棄されている場合がままある。なお、エロ本の場合、単に不法投棄ではなく、その内容から迷惑防止条例に抵触する可能性がある。